# Konin (województwo łódzkie)
Konin – wieś w Polsce położona w województwie łódzkim, w powiecie pabianickim, w gminie Pabianice. Wieś jest siedzibą sołectwa Konin w którego skład wchodzi również miejscowość Majówka. Od 1928 roku działa w niej jednostka Ochotniczej Straży Pożarnej.
W latach 1975–1998 miejscowość administracyjnie należała do ówczesnego województwa łódzkiego.